# 虻川美穂子
虻川 美穂子（あぶかわ みほこ、1974年〈昭和49年〉9月11日 - ）は、日本のお笑いタレント、女優、声優。お笑いコンビ北陽のボケ担当。相方は伊藤さおり。愛称は虻ちゃん。埼玉県杉戸町出身。プロダクション人力舎所属。

## 概要
久喜北陽高校時代に相方の伊藤さおりと出会う。ソフトボール部で仲良くなり、1995年にコンビを結成。ソフトボールでのポジションは投手で、実業団にスカウトされるほどの選手だった。
個人での活動も多く、米倉涼子主演のドラマ『整形美人。』で主人公の双子の妹として出演したり、賀来千香子や松嶋菜々子とCMで共演するなど活動の場を広げている。
ソフトボールの投手の腕を活かし、『徳光&所のスポーツえらい人グランプリ』（日本テレビ系列、2004年1月2日）ではプロ野球現役・OB選手を相手に9人斬りのパーフェクトを達成した。
2007年11月2日から開幕した女子は第10回記念大会 / 男子は第11回大会のバレーボールワールドカップ（2007年ワールドカップバレーボール）ではバレーボール日本代表の応援団長を担当した。
2009年9月29日に『はなまるマーケット』で共演したイタリア料理店のオーナーシェフ、桝谷周一郎と交際していることが週刊誌で報道された（この時点では実名は伏せられていた）。2009年12月16日放送の『はねるのトびら』で実名が公表され、2010年4月7日放送の「はねるのトびら」では、女子プロボクサーとの対戦後に桝谷にプロポーズしたところ無事に成功し、はねトびメンバーならびに友人の女芸人たちから熱い祝福を受けていた。
2010年10月24日、桝谷と2年の交際を経て結婚。妊娠に伴い2014年12月から産休入り。2015年2月3日、第1子となる長男を出産した。

## エピソード
- 松浦亜弥に「あぶぶ」という愛称をつけてもらったことがある。
- 警備員の経験や、イトーヨーカドーでアルバイトをした経験がある。
- 料理が苦手である。
- 週刊少年ジャンプに掲載されていた漫画『ついでにとんちんかん』の主人公・間抜作が大好きであり、同作を自身のバイブルだと公言している。また、2011年6月に作者であるえんどコイチとの対面を果たし、同作のキャラクターが描かれたサイン色紙を貰ったことを自身のブログに記している。
- レピッシュのファンである事を公言している[7]。

## 出演番組・作品

### バラエティー・情報番組ほか
現在の番組
- ノンストップ!（フジテレビ、2018年4月 - 水曜コーナーVTR出演[注 1]レギュラー、スタジオ出演は隔週。）

過去の番組
- run for money 逃走中（フジテレビ、2009年11月3日、2010年6月27日、2011年4月10日）
- ヒルナンデス!（日本テレビ、2011年4月 ｰ 2017年3月）木曜スタジオレギュラー、（2017年4月 ｰ 2019年12月）木曜コーナーレギュラー。
- キャッチ!（中京テレビ、2013年4月4日 - 2021年9月7日） - 火曜日「虻ちゃんのちゃちゃっとめし」のコーナー担当。
- 趣味Do楽（NHK教育テレビジョン、2013年6月4日 - ） - 「田中雅美×中村格子のビューティースイミング」生徒役
- キニナルーム（Dlife、2014年9月6日 - ）[8]

### ドラマ
- JJママ!（2000年、BSフジ[9]）
- カバチタレ!（2001年1月 - 3月、フジテレビ）- 各話で役が異なる脇役
- 整形美人。（2002年4月 - 6月、フジテレビ）- 早乙女成美 役
- 危険なアネキ第2話（2005年10月24日、フジテレビ）
- ガチバカ!（2006年1月 - 3月、TBSテレビ）- 町田塔子 役
- ガリレオ第2話（2007年10月22日、フジテレビ）- 竹田幸恵 役
- 我はゴッホになる! 〜愛を彫った男・棟方志功とその妻〜（2008年10月25日、フジテレビ）- 澤村カツラ 役
- HUNTER〜その女たち、賞金稼ぎ〜 第5話・第9話（2011年11月8日・12月6日、関西テレビ) 山内芳子 役
- 家族、貸します 〜ファミリー・コンプレックス〜（2012年7月27日、日本テレビ）- 佐々木夏希 役
- おとりよせ王子 飯田好実（2013年4月 - 7月、名古屋テレビ放送） - 遠藤佳子 役
- 水曜ミステリー9 金沢のコロンボ（2014年9月24日、テレビ東京）- お見合いの女性 役
- コウノドリ 第2話（2015年10月23日、TBSテレビ）- 村川郁恵 役
- スペシャルドラマ 黒の斜面（2016年1月24日、テレビ朝日) - 宝石店の店員 役
- 天才バカボン2（2017年1月6日、日本テレビ）- 商店街の買物客 役
- 刑事アフター5（2020年10月1日、テレビ朝日）- 虻島美穂 役
- 癒やしのお隣さんには秘密がある（2023年7月8日 - 9月30日、日本テレビ） - 蓬田豊子 役[10]

### 映画
- 花とアリス（2004年） アリスと同じオーディションを受ける女性 役
- 劇場版デュエル・マスターズ 闇の城の魔龍凰（2005年）オルフェ 役（声優）
- ブレイブ ストーリー（2006年）小村克美 役（声優）
- オシャレ魔女♥ラブandベリー しあわせのまほう（2007年）マリア先生 役（声優）

### CM
- サロンパス30(久光製薬）
- マックシェイク（日本マクドナルド）
- もろこし生茶（キリンビバレッジ）
- メントス(キャドバリージャパン）
- アウトソーシング
- JAYRO white（JUN）広告看板・ポスター